# Henryk IV (książę Limburgii)
Henryk IV (ur. ok. 1200 r., zm. 20 lipca 1246/13 marca 1247 r.) – hrabia Bergu od 1225 r., książę Limburgii od 1226 r.

## Życie
Henryk był najstarszym synem księcia Limburgii Walrama III z jego pierwszego małżeństwa z Kunegundą z Monschau. W 1217 r. Henryk poślubił dziedziczkę hrabstwa Bergu, córkę Adolfa III, Irmgardę. Po śmierci teścia w 1218 r. rozpoczął wojnę o Berg z jego bratem arcybiskupem Kolonii Engelbertem z Bergu. W jej rezultacie postanowiono iż Berg pozostanie w rękach arcybiskupa dożywotnio. Henryk przejął hrabstwo Berg po tym, jak Engelbert został zamordowany w 1225 r. W 1226 r. odziedziczył także po ojcu księstwo Limburgii.
W 1227 r. wziął udział w wyprawie krzyżowej do Ziemi Świętej zorganizowanej przez cesarza Fryderyka II Hohenstaufa. Stanął wówczas na czele pierwszej grupy krzyżowców niemieckich wysłanych przez chorego cesarza z Italii. Podczas jego nieobecności regencję w Limburgii sprawował jego brat Walram, a w Bergu żona. Sprawował komendę nad krzyżowcami aż do przybycia cesarza w 1228 r.
Toczył liczne wojny z następcami Engelberta z Bergu na tronie arcybiskupim w Kolonii. Zawarł pokój dopiero z Konradem z Hochstaden (m.in. poprzez ślub swego syna Adolfa z siostrą arcybiskupa). Toczył też długoletnią wojnę przeciwko hrabiemu Mark Adolfowi I, podczas której Henryk wspierał swych krewnych i zarazem synów mordercy Engelberta z Bergu, hrabiów Isenberga, zakończoną pokojem zawartym w 1243 r.
W 1235 r. należał do poselstwa, które przywiozło z Anglii Fryderykowi II Hohenstaufowi jego narzeczoną, Izabelę.
Pozostawił po sobie dwóch synów:
- Adolfa IV, następcę ojca jako hrabia Bergu,
- Walrama IV, następcę ojca jako książę Limburgii.